# Marc Benno
Marc Benno (né le 1er juillet 1947, à Dallas, Texas) est un chanteur, compositeur et guitariste américain de blues, de rhythm and blues et de rock.

## Carrière
Marc Benno fait ses débuts dans les années 1960 à Dallas en accompagant des artistes tels que Steve Miller, Boz Scaggs, Eagles (alors appelé Felicity) ou Moving Sidewalks (avec Billy Gibbons). À la fin de la décennie, il part pour Los Angeles où il forme Asylum Choir avec Leon Russell. Il entreprend une carrière solo au début des années 1970. L'album Ambush, paru en 1972, sera son plus grand succès commercial. Il forme ensuite Marc Benno and the Nightcrawlers, groupe dans lequel officie le jeune Stevie Ray Vaughan. Pour Lost in Austin en 1979, album produit à Londres par Glyn Johns, il est entouré d'Eric Clapton, Albert Lee, Jim Keltner et Carl Radle. Sur ce disque en particulier, les guitares, subtiles et aériennes, et la voix de Marc Benno, donnent à l'ensemble une impression de nonchalance.
Il écrit la chanson Rock 'n Roll Me Again, enregistrée par le groupe The System,  pour la bande originale du film Le Flic de Beverly Hills tourné en 1985 ; la bande son remporte un Grammy Award.
Benno travaille également avec des musiciens tels que The Doors, Lightnin' Hopkins, Clarence White, Bill Wyman, Georgie Fame, Booker T. Jones, Ry Cooder, et Rita Coolidge. Benno est guitariste rythmique sur l'album L.A. Woman des Doors, aux côtés de Robby Krieger.

## Discographie

### Albums
| Année | Album                                            | Musiciens                                                             | Meilleure position dans les charts |
| Année | Album                                            | Musiciens                                                             | US                                 |
| ----- | ------------------------------------------------ | --------------------------------------------------------------------- | ---------------------------------- |
| 1968  | Look Inside the Asylum Choir (avec Leon Russell) |                                                                       | —                                  |
| 1970  | Marc Benno                                       | Ry Cooder, Booker T. Jones, Jerry Scheff, Jim Horn, Rita Coolidge     | —                                  |
| 1971  | Minnows                                          | Bobby Womack, Clarence White, Carl Radle, Jerry Scheff, Rita Coolidge | —                                  |
| 1971  | Asylum Choir II (avec Leon Russell)              |                                                                       | 70                                 |
| 1972  | Ambush                                           | Booker T. Jones, Ray Brown, Jim Keltner, Bobby Keys, Bonnie Bramlett  | 171                                |
| 1979  | Lost in Austin                                   | Eric Clapton, Albert Lee, Jim Keltner, Carl Radle, Dick Morrissey     | —                                  |
| 1990  | Take It Back To Texas                            | Doyle Bramhall, Doyle Bramhall II                                     | —                                  |
| 1994  | Snake Charmer                                    |                                                                       | —                                  |
| 2000  | Sugar Blues                                      |                                                                       | —                                  |
| 2002  | Live in Gillespie County                         |                                                                       | —                                  |
| 2003  | Golden Treasure                                  |                                                                       | —                                  |
| 2003  | Hit The Bottom                                   |                                                                       | —                                  |
| 2004  | I Got It Bad                                     |                                                                       | —                                  |
| 2005  | Live at the Chi Chi Club                         | John Cipollina, Pete Sears                                            | —                                  |
| 2006  | Crawlin (avec the Nightcrawlers)                 | Stevie Ray Vaughan, Russ Kunkel, Leland Sklar, Doyle Bramhall         | —                                  |
| 2007  | Live in Japan                                    |                                                                       | —                                  |
| 2007  | Shadow                                           |                                                                       | —                                  |
| 2011  | From the Vault                                   |                                                                       | —                                  |
| 2011  | Live at the Pour House                           |                                                                       | —                                  |
| 2012  | Nearly Famous                                    |                                                                       | —                                  |